# Tisjina
Tisjina (russisk: Тишина) er en sovjetisk spillefilm fra 1963 af Vladimir Basov.

## Medvirkende
- Vitalij Konjajev som Sergej Vokhmintsev
- Georgij Martynjuk som Konstantin Korabelnikov
- Larisa Luzjina som Nina
- Natalja Velitjko som Asja Vokhmintseva
- Mikhail Uljanov som Pjotr Ivanovitj Bykov